# Camcorder

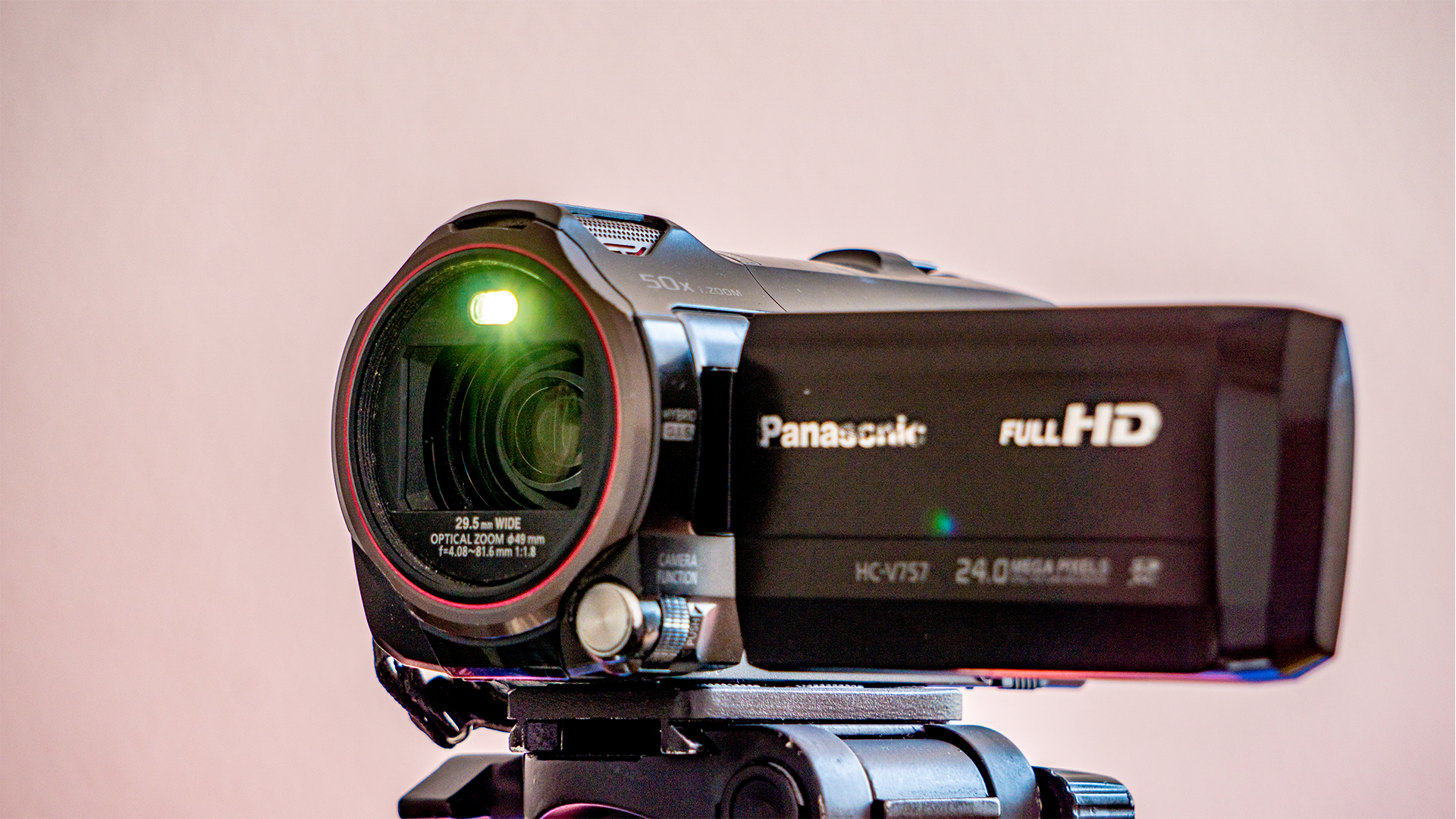
Kompakter Full-HD-Camcorder von Panasonic mit SD-Karte als Speichermedium (2014)

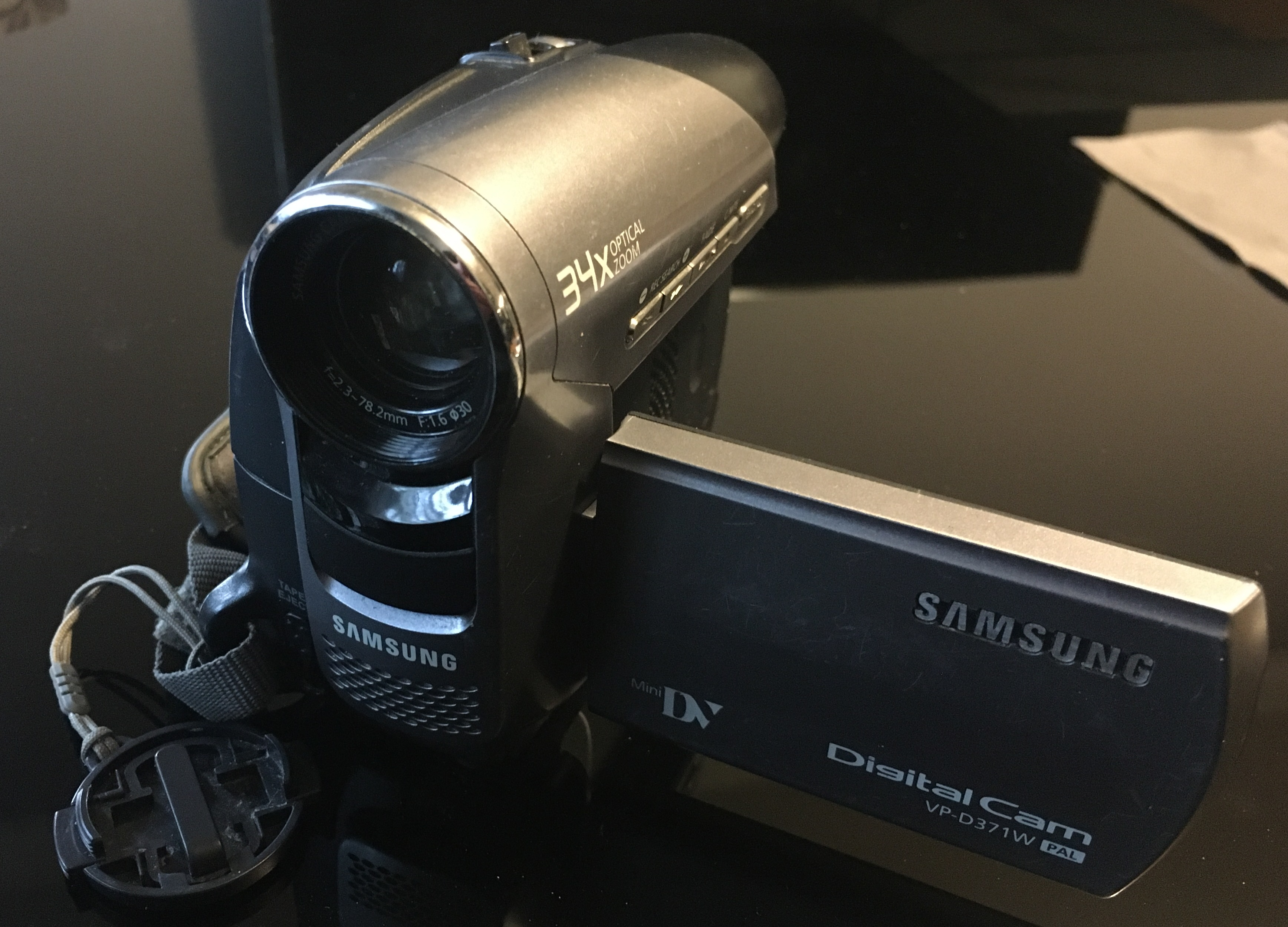
Camcorder von Samsung für das ältere digitale MiniDV-Format auf Bandkassetten, SD-Auflösung, 2007

Ein Camcorder, auch Kamkorder, ist eine Videokamera mit eingebautem Videorekorder.
Dass es sich um ein Gerät handelt, das aus zwei klar unterscheidbaren Komponenten besteht, zeigt sich auch an der Bezeichnung Camcorder. Camcorder ist eine Wortkreuzung aus camera und recorder.

## Vor der Einführung des Camcorders
Bevor es Camcorder gab, musste der Videograph entweder die Videokamera über ein langes Kabel mit einem stationären Videorekorder verbinden oder einen getrennten, tragbaren Rekorder mitnehmen. Die ersten tragbaren Videorekorder waren sehr schwer und wurden daher auf dem Rücken getragen.
Später wurden umhängbare Rekorder benutzt, die nur wenige Kilogramm wogen; sie wurden noch bis in die 1990er Jahre eingesetzt.

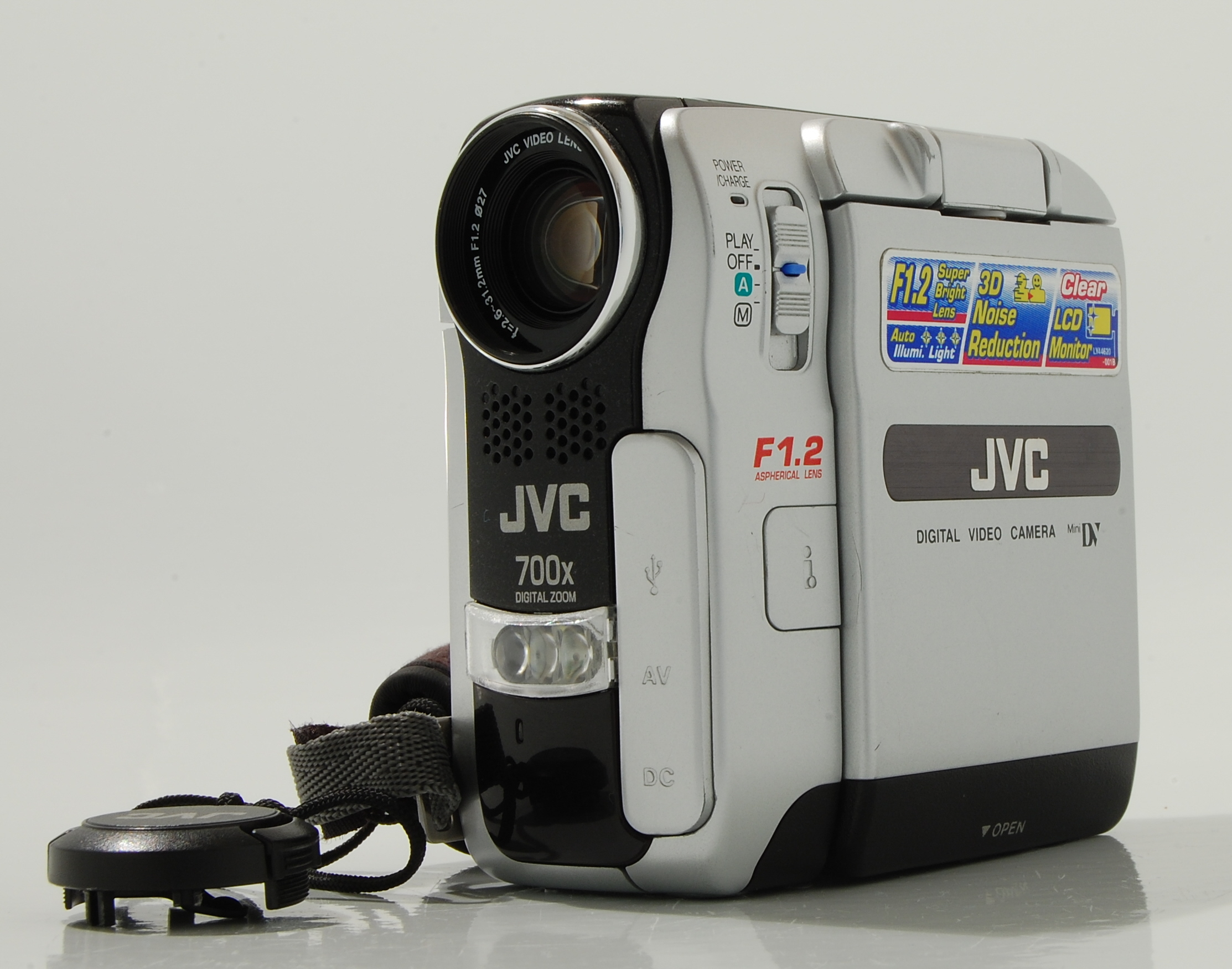
JVC-Camcorder basierend auf MiniDV

## Analoge Camcorder

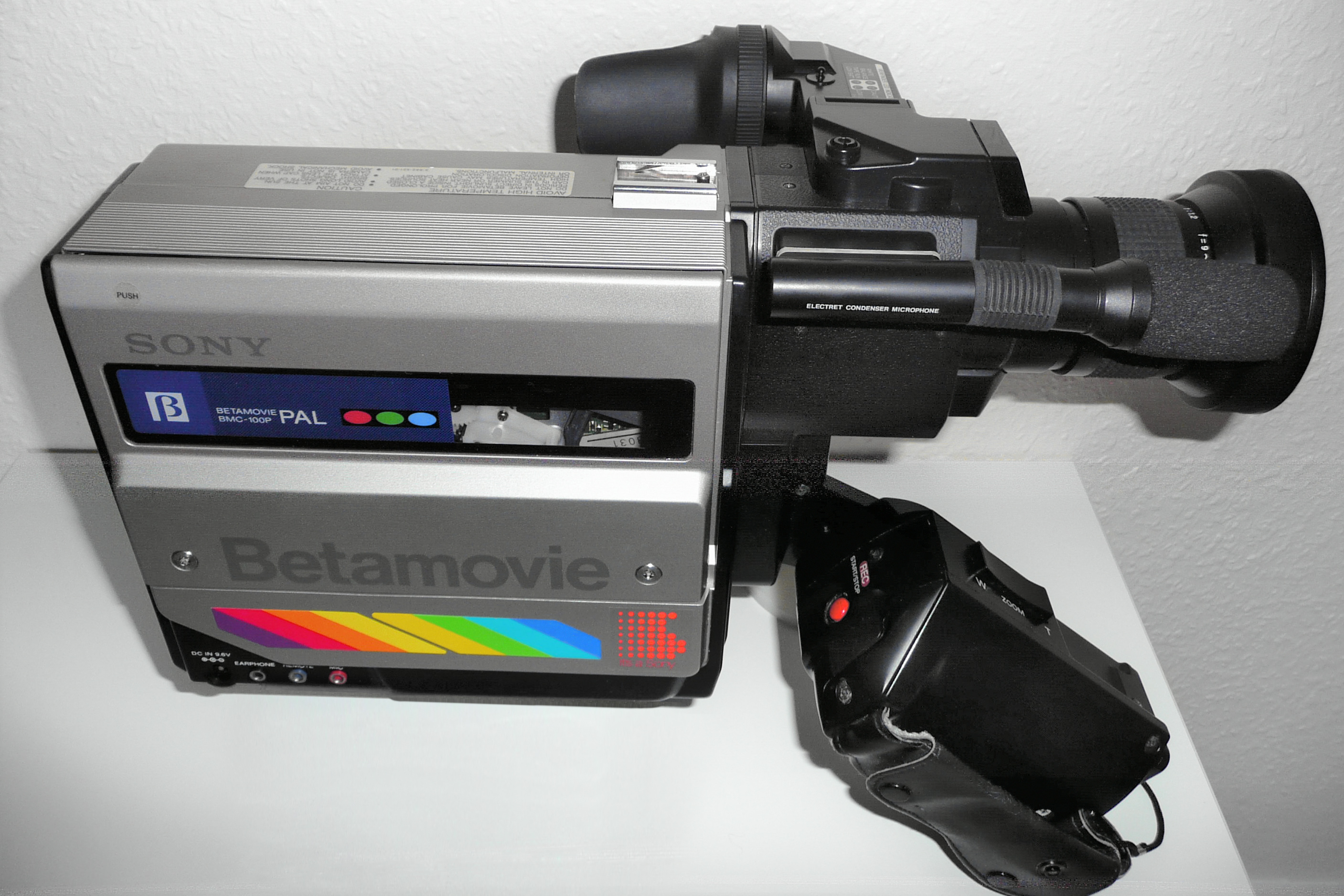
Sony Betamovie BMC-100P (1983)

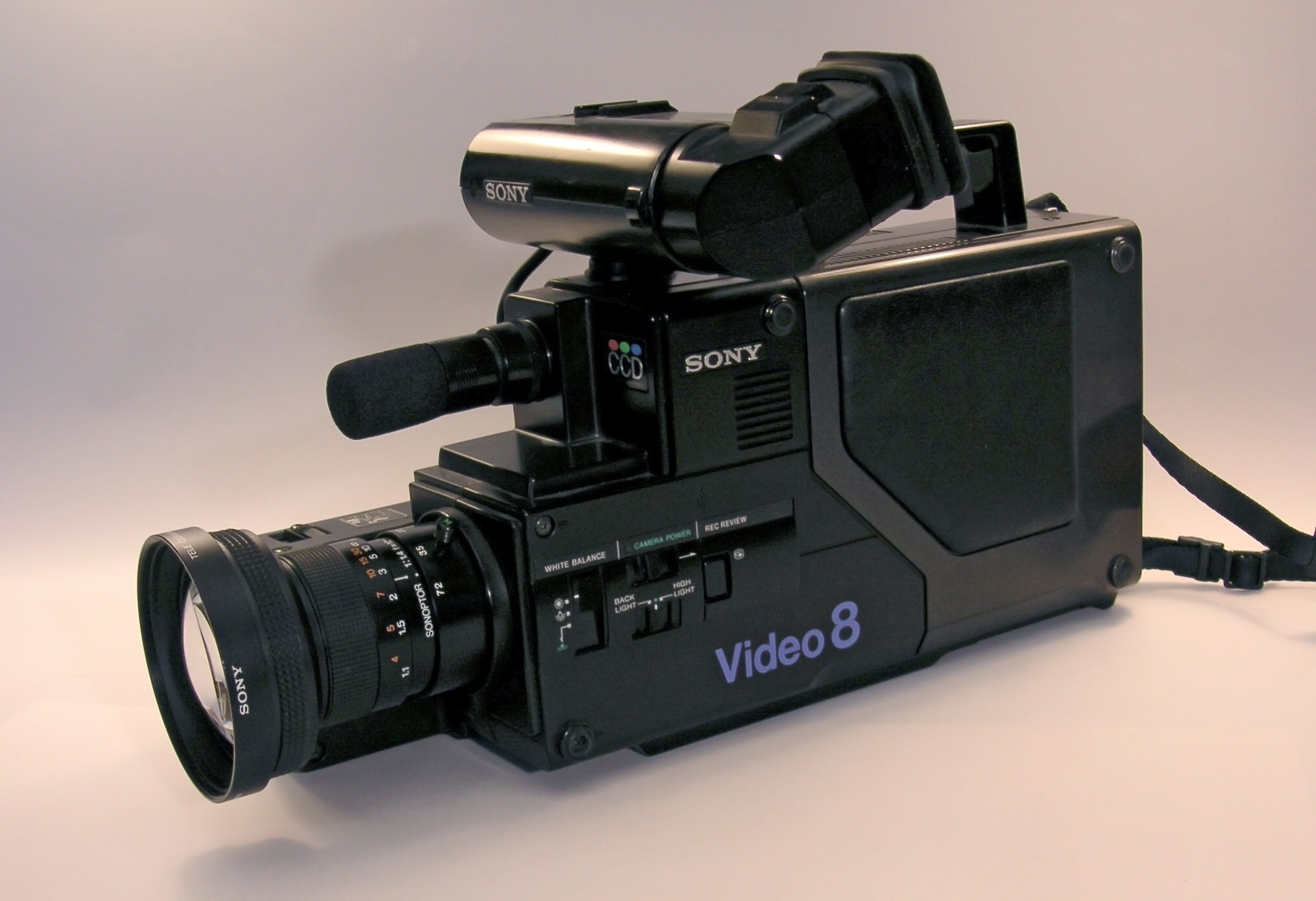
Sony Video-8-Camcorder der ersten Generation mit Schulterstütze

Die ersten Geräte, die man als vollwertige Camcorder bezeichnen kann, waren die Betamovie-Geräte der Firma Sony, die ab 1983 auf den Markt kamen. Die Apparate von Sony konnten das Bild der eingebauten Kamera direkt auf ein Betamax-Band aufzeichnen. Die Wiedergabe, wie sie heute in fast jedem Videorekorder und Camcorder üblich ist, war mit den damaligen Betamovie-Modellen von Sony nicht möglich, weil eine kleinere Kopftrommel verwendet werden musste, um das Gerät klein genug zu halten; die Videospuren konnten nur von einer normalgroßen Kopftrommel gelesen werden, wie sie in Heimgeräten verwendet wurde. Gleichzeitig präsentierte JVC seine eigenen Entwicklungen, die auf dem VHS-C-Format basierten. Sie hatten den Vorteil, dass das gefilmte Material entweder über den Sucher der Kamera oder über einen angeschlossenen Fernseher oder Monitor wiedergegeben werden konnte. Bei heutigen Camcordern können die Daten während der Aufnahme oder danach im Sucher der Kamera oder auf einem in die Kamera integrierten LC-Display betrachtet werden.

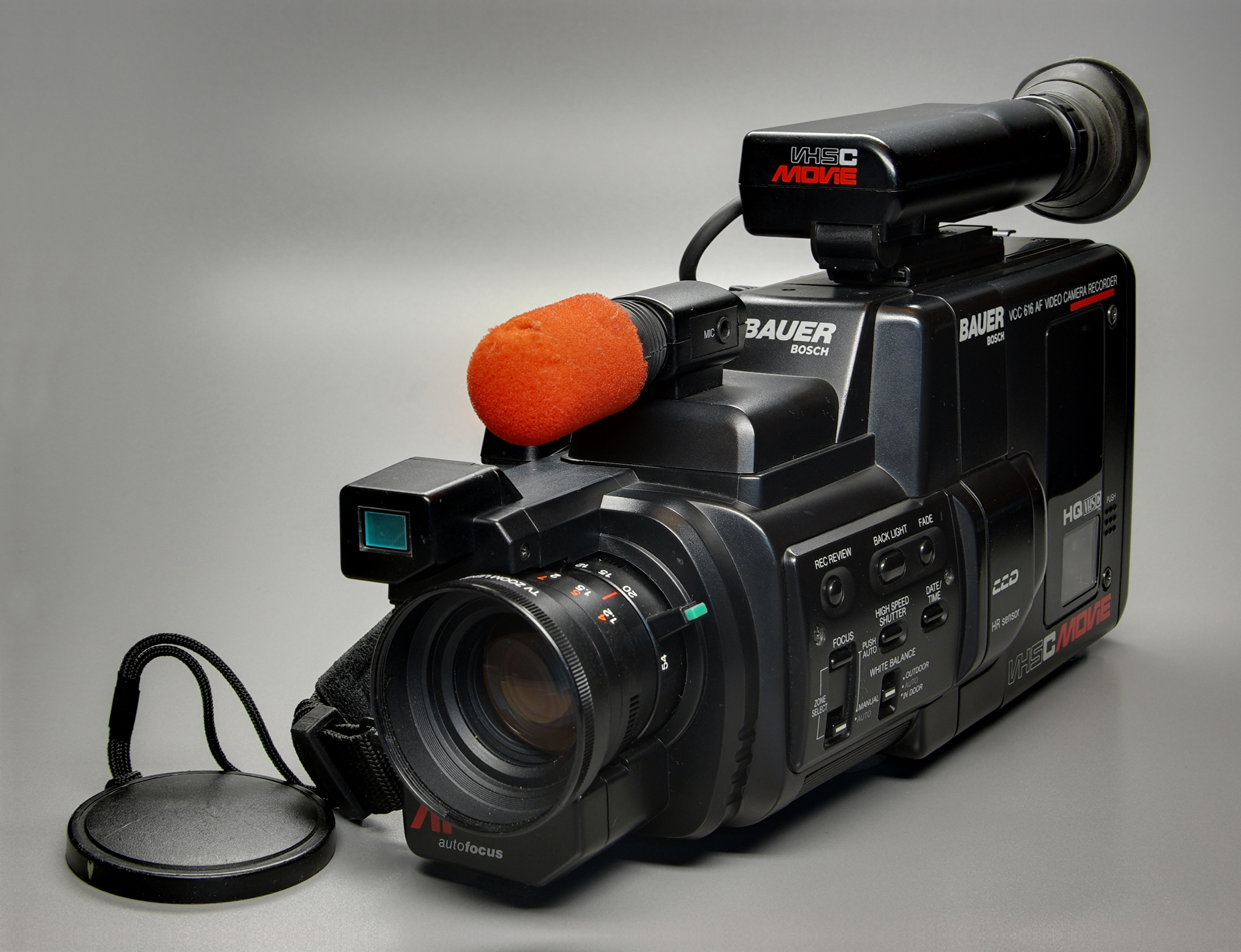
Camcorder der Marke Bauer-Bosch basierend auf VHS-C (Panasonic-Nachbau, ca. 1985)

1985 brachte Sony nach dem Misserfolg von Betamax sein Video-8-System auf den Markt, dessen Kassetten ungefähr die Abmessungen einer Philips-Kompaktkassette erreichten, was eine weitere Miniaturisierung ermöglichte. Camcorder mit dem Video-8-System wurden im Laufe der 1980er und 1990er bis zur Einführung der digitalen Formate zum umsatzstärksten Segment. Vor allem Sony bot für Video 8, das dem Konkurrenzformat VHS-C technisch überlegen war, stationäre Geräte an, die aber außer bei ambitionierten Amateurfilmern und im Filmhochschulbereich kaum Verbreitung fanden. Dennoch kam es zu keiner Neuauflage des Formatkriegs.
Wurden zunächst im Unterhaltungselektronik- wie im Profi-Bereich Schultercamcorder angeboten, die eine stabilere und ruhigere Kameraführung ermöglichten, ging der Trend in der zweiten Hälfte der 1980er Jahre zu immer kompakteren und leichteren Modellen. 1989 brachte schließlich Sony den ersten Camcorder der Traveller-Serie, den CCD TR-55, auf den Markt, welcher die Baugröße der Palmtop-Camcorder einläutete. Dabei wurden der Haltegurt, der Kassettenschacht und der Kamerakopf direkt nebeneinander angeordnet. In den 1990er Jahren beherrschten diese Camcorder zusammen mit dem Video-8-System das größte Marktsegment im Amateurvideobereich. 1991 wurden die ersten Palmtop-Camcorder im höherauflösenden Hi8-Bereich angeboten.

## Magnetband: von VHS zu DV

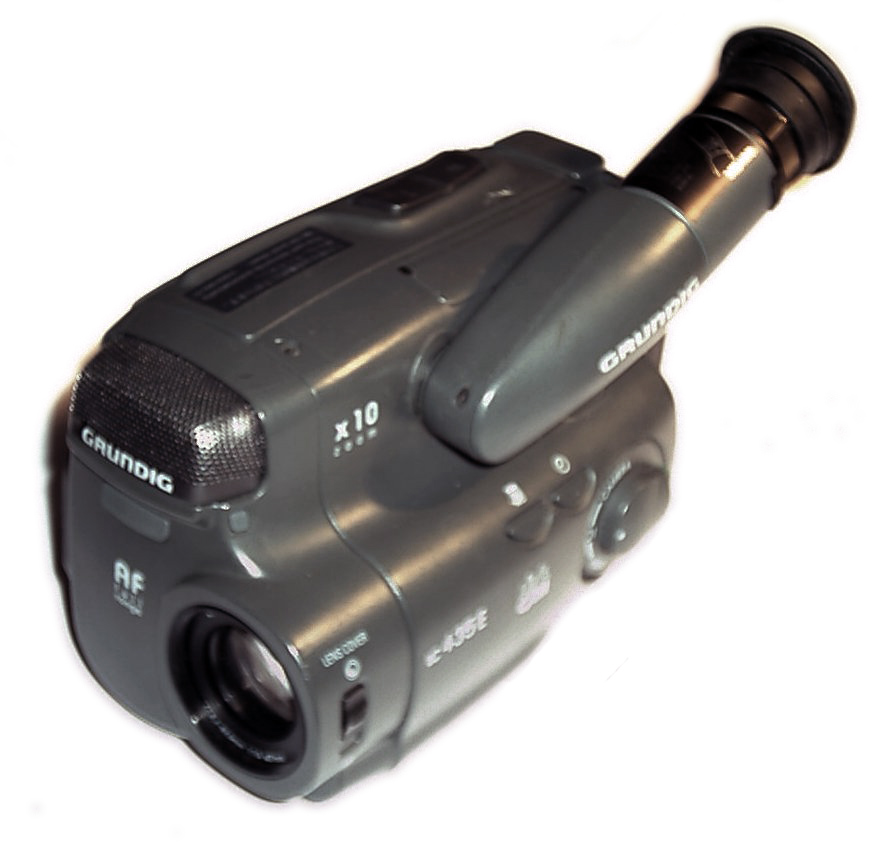
Palmtop-Camcorder von Grundig
Nachbau aus der Sony-Traveller-Serie (ca. 1995)

Die ursprüngliche Videotechnik zeichnete das analoge PAL-Signal (im US-Raum NTSC) direkt auf das Magnetband einer VHS-, S-VHS-, Video-8-, Hi8- oder Betacam-Videokassette auf.
Seit Mitte der 1990er Jahre wurde die Analogtechnik im professionellen wie im Amateurbereich durch digitale Aufzeichnungsformate verdrängt. Das derzeit gängigste System im Amateur- sowie semiprofessionellen Bereich ist DV, daneben existieren noch MicroMV und Digital8, wobei die beiden letztgenannten Formate kaum verwendet werden. Ursprünglich für den Amateurbereich entwickelt, wird DV wegen seiner Qualität auch im professionellen Produktions- und Broadcastingbereich eingesetzt.
DV zeichnet sich gegenüber der Analog-Aufzeichnung durch verlustfreies Kopieren, einfachere und präzisere Schnitt- bzw. Editiermöglichkeiten und deutlich höhere Bildqualität aus.
Auch im Bereich der Fernsehproduktion zeichnet sich ein Trend zur Verwendung digitaler Speichermedien ab. Waren bei der analogen Aufzeichnung Betacam und Betacam SP dominierend, so sind diese in den letzten Jahren zunehmend von Digital Betacam und Digital Betacam SX abgelöst worden. Alle diese Standards verwenden sog. L-Kassetten mit dem Formfaktor der Beta-Kassetten. Für einfachere Produktionen im Billigbereich werden auch die Aufzeichnungsformate DVCAM mit dem Kassettenformat DV und DVCPro mit etwas größeren Kassetten eingesetzt.

## Magnetband: von SD zu HDTV
Mit der zunehmenden Verbreitung von hochauflösendem Fernsehen wurden von den Anbietern Aufzeichnungssysteme für HDTV-Videoproduktionen entwickelt. Seit einigen Jahren findet daher ein weiterer Übergang im Bereich der Fernsehproduktionen durch den Einsatz von HDTV-Kameras statt, die mittels HDCAM auf spezielle L-Kassetten aufzeichnen. Konkurrierende Formate sind DVCPro HD auf Speicherkarten (P2) von Panasonic und D9 HD auf Kassetten vom VHS-Format, von JVC. Für kleinere Produktionen und Amateurfilmer entwickelte Sony HDV, das wie bislang auf MiniDV-Kassetten aufzeichnet, aber die Bilder mit MPEG-2 komprimiert, um eine gleiche Abspiellänge wie bei DV zu erhalten.
Der Trend heißt jedoch AVCHD. Das Format wurde von Sony und Panasonic gemeinsam auf den Markt gebracht. Inzwischen hat sich auch Canon angeschlossen. AVCHD komprimiert nach einem leicht modifizierten H.264-Codec. Allerdings verwenden alle drei Hersteller derzeit leicht unterschiedliche Dialekte des Codecs, so dass die Videodaten nicht austauschbar sind.

## Einzug ins Kino
Seit dem Jahr 2000 gibt es Camcorder, die für Kinoproduktion entwickelt wurden; die wichtigste Gruppe sind die Geräte nach der HDCAM-Norm. Diese Camcorder kosten fünf- bis sechsstellige Summen und wurden ab ihrer Verfügbarkeit von zahlreichen Regisseuren, Produzenten und Kameramännern für die Produktionen eingesetzt. Diese digitalen Kinokameras unterscheiden sich erheblich von Kameras für TV-Produktion und Privatanwender.
Hiervon unabhängig wurden Consumer-Camcorder auch bereits zuvor in Kinoproduktionen eingesetzt, sei es ihres Bildstils oder der direkteren Arbeitsweise wegen, die die gegenüber Filmkameras deutlich kompakteren Geräte ermöglichten. Ein Beispiel für einen komplett auf Video gedrehten Spielfilm ist Das Fest von Thomas Vinterberg, der erste Dogma-Film.

## Neue digitale Speichermedien

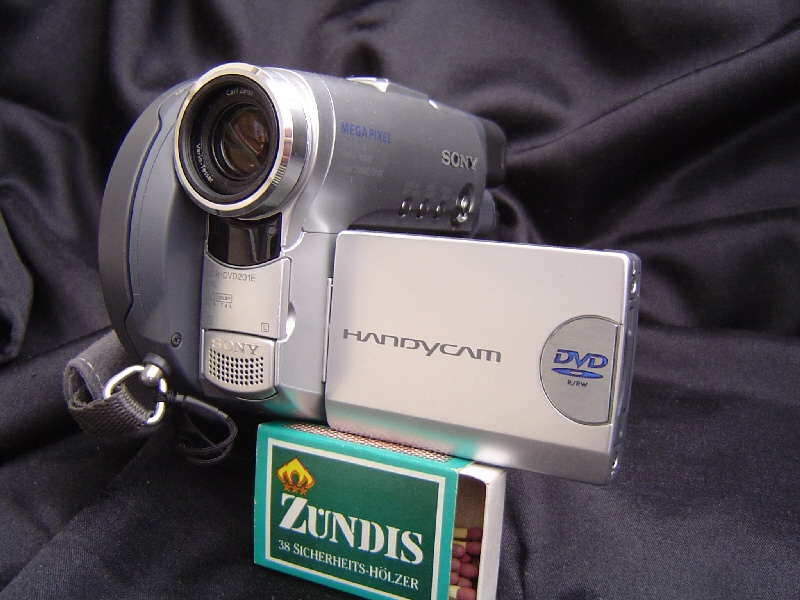
DVD-Camcorder von Sony …

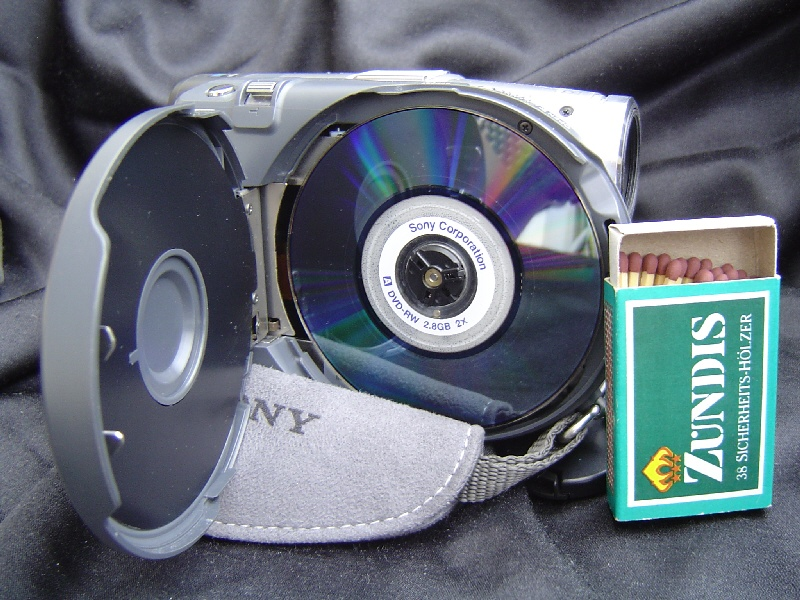
… der direkt auf 8-cm-DVDs schreibt.

Seit ungefähr 2004 ist ein neuer Typ von Camcordern auf dem Markt. Dieser arbeitet mit dem Kompressions-Format MPEG-2 und zeichnet die Daten neben DV-Kassetten auch auf bandlose Medien auf. Als weiteres Amateur-Format tritt ab 2007 AVCHD hinzu, das mit einer noch stärkeren Kompression nach MPEG-4 arbeitet und damit kleinere Dateigrößen bei gleicher Bildqualität wie MPEG-2 bietet. Zur Aufzeichnung verwendete Medien sind typischerweise wiederbeschreibbare DVDs, wechselbare Microdrives, integrierte Festplatten oder – ganz ohne bewegliche Teile – Speicherkarten. Auch bei diesem Typ Camcorder werden die Daten – wie bei Digital Video – vom Bildsensor zunächst als RGB-Daten erfasst. Mit vielen bandlosen Camcordern können die Bildsequenzen direkt geschnitten, neu angeordnet, überblendet oder gelöscht werden, da ein Umspulen des Bandes entfällt.
Der Vorteil dieser Formate liegt darin, dass sie HD unterstützen, was DV nicht kann.
Der Nachteil von MPEG-2(HDV) und MPEG-4(AVCHD) gegenüber DV liegt darin, dass die Daten stärker komprimiert werden und daher stärkere Verluste auftreten. MPEG-2/MPEG-4 ist daher eher als Archivierungscodec für bereits fertiggestellte Arbeiten empfehlenswert, was außerhalb des Amateurbereichs auch sein einziger Daseinszweck ist; bei jeder weiteren Bearbeitung, wie etwa Schnitt, wird das Material bei MPEG erneut komprimiert, sodass die Artefakte stark zunehmen, während DV quasi verlustfrei neu speichert. Dies lässt sich nur minimieren, wenn beim Schnitt ein entsprechend hochwertiger Codec genutzt wird.
Ein weiterer Nachteil, besonders von AVCHD: Das System komprimiert so effektiv (senkt also den Speicherbedarf des Videos), dass man für den Schnitt sehr leistungsfähige Computer benötigt.
Neben der gegenüber Bändern einfacheren Überspielbarkeit auf PCs zeichnen sich die digitalen Speichermedien auch durch eine höhere Zuverlässigkeit und Lebensdauer aus. Weiterhin können DVDs aus DVD-Camcordern auch in DVD-Playern oder -Rekordern abgespielt werden. Allerdings sind nicht alle DVD-Formate mit allen Abspielgeräten kompatibel. Zu unterscheiden ist insbesondere zwischen „+“- und „-“-Formaten. Ein nachträgliches Editieren ist wiederum nur bei den wiederbeschreibbaren Medien DVD-RW und DVD-RAM möglich.
Camcorder mit Speicherkarten, meist SD-Karten (secure digital), benötigen große Speicher: Eine Ein-Gigabyte-SD-Karte reicht je nach Camcorder für ca. 20 bis 40 Minuten MPEG-2-Aufzeichnung, jedoch nur für etwa fünf Minuten DV. Das AVCHD-Format wird von den Herstellern Canon, Panasonic, Samsung und Sony unterstützt.
Bandlose Aufzeichnung im Bereich Fernsehproduktion und Kino setzt sich langsam durch und ist z. B. mit XDCAM und XDCAM HD (auf die Blu-ray-Variante Professional Disc for Broadcast und auf Speicherkarten SxS) von Sony, DVCPro HD von Panasonic (auf das Speicherkartensystem Panasonic P2) und Editcam von Ikegami realisiert worden.
Flip-Video-Pocket-Camcorder wurden 2006 von Pure Digital Technologies in den USA eingeführt.

## Bildrate
Videos können mit verschiedener Bildrate produziert werden. Üblich sind 24, 25, 30, 50 oder 60 Bilder pro Sekunde. 25 bzw. 50 Bilder pro Sekunde sind aus historischen Gründen in Ländern mit 50-Hertz-Wechselstrom üblich, zum Beispiel überall in Europa. 30 bzw. 60 Bilder pro Sekunde sind in Ländern mit 60-Hertz-Wechselstrom gebräuchlich, wie zum Beispiel in den USA oder in Japan. Auch 24 Bilder pro Sekunde, obwohl weltweiter Standard für Kinofilme und Blu-ray-Discs, sind fast ausschließlich bei Modellen vorzufinden, welche für 60-Hz-Regionen produziert wurden. Billige Digitalkameras können oftmals ausschließlich mit 30 Bildern pro Sekunde aufnehmen. Dies ist so lange kein Problem, wie die Videos nur am Computer betrachtet werden. Soll jedoch eine PAL-DVD entstehen, was 25 oder 50 Bilder pro Sekunde erfordert, oder sollen Videos von verschiedenen Kameras mit unterschiedlicher Bildrate zu einem Video zusammengeschnitten werden, kann das Konvertieren Qualitätsverluste verursachen. Bei europäischen Modellen, welche in der Regel nur 25 Bilder pro Sekunde statt auch 24 nativ aufzeichnen können, gibt es wiederum Probleme, wenn die Aufzeichnungen mit 1080p-Auflösung auf Blu-ray-Discs überspielt werden sollen. Da die Blu-ray-Disc mit 1080p nur 24 Bilder pro Sekunde unterstützt, müsste hier die Aufnahme entweder verlangsamt oder ins Interlace-Format konvertiert werden.

## Bauformen
Camcorder weisen zahlreiche mögliche Unterschiede in ihren konkreten Ausgestaltungen auf, die von ihrem Einsatzzweck und Preis mitbestimmt werden. Im Folgenden wird ein Versuch zur Darstellung der verschiedenen Unterscheidungsmerkmale bei den bekannten Bauformen gemacht.
- Trage- und Haltungsbauform: Hier wird zwischen Schulterkameras, die auf der Schulter geführt werden, und Handkameras, die vor dem Körper gehalten werden, unterschieden. Schulterkameras weisen an der Unterseite eine Ausformung zur Auflage auf der Schulter und einen entsprechenden, auf der Schulter liegenden Schwerpunkt auf. Der Auslöser befindet sich meist an einem Anbau vorne rechts, mit dem die Kamera zugleich mit der rechten Hand stabilisiert wird. Der Sucher ist seitlich angebracht. Handkameras sind in der Regel kompakter und leichter, der Sucher befindet sich in der Regel am hinteren Ende der Kamera, der Auslöser an verschiedenen Stellen, entsprechend den Annahmen des Herstellers dazu, wie die Kamera gehalten werden soll.

- Rekorderanbau: Bei der überwiegenden Anzahl von Camcordern bilden Kamerakopf (mit Aufnahmeelektronik und Bedienteil) und der Rekorderteil eine integrale Einheit. Bei anspruchsvolleren Kameras gibt es allerdings Modelle, bei denen der Rekorder an den Kopf angesteckt wird, und bei denen somit durch Rekordertausch auf verschiedene Medien aufgezeichnet werden kann.

- Sucheranbau: Zahlreiche Varianten sind bekannt. Es gibt seitlich und hinten angeordnete Durchsichtsucher sowie bei vielen Camcorder einen angebauten oder anschließbaren Kontrollbildschirm. Durchsichtsucher können verschwenkbar (erlaubt verschiedene Positionen des Kameramanns relativ zur Kamera) oder starr (Durchsicht dann von hinten) angebracht sein. Es gibt Kameras mit austauschbaren Suchern (z. B. für Modelle in Schwarz/Weiß und Farbe) und fest eingebauten Suchern.

- Objektivanbau: Es gibt Kameras mit austauschbaren Objektiven und solche mit einem fest eingebauten Objektiv. Als Anschlüsse kommen bei ersteren der C-Mount, der CS-Mount, Arri PL, und das B4-Bajonett sowie firmenspezifische zum Einsatz. Camcorder mit eingebautem Objektiv sind in der Regel erheblich billiger und verfügen über ein Zoomobjektiv. Objektivvorsätze können den Brennweitenbereich solcher eingebauter Objektive vergrößern.

- Trage- und Haltevorrichtungen: Einfache Modelle verfügen nicht über einen fest angebrachten Griff. Anspruchsvollere Modelle haben seitlich oder unten angebrachten Griffe zum Halten und Führen der Kamera, manche Modelle auch einen Tragebügel oben auf der Kamera, mit dem diese getragen werden kann.

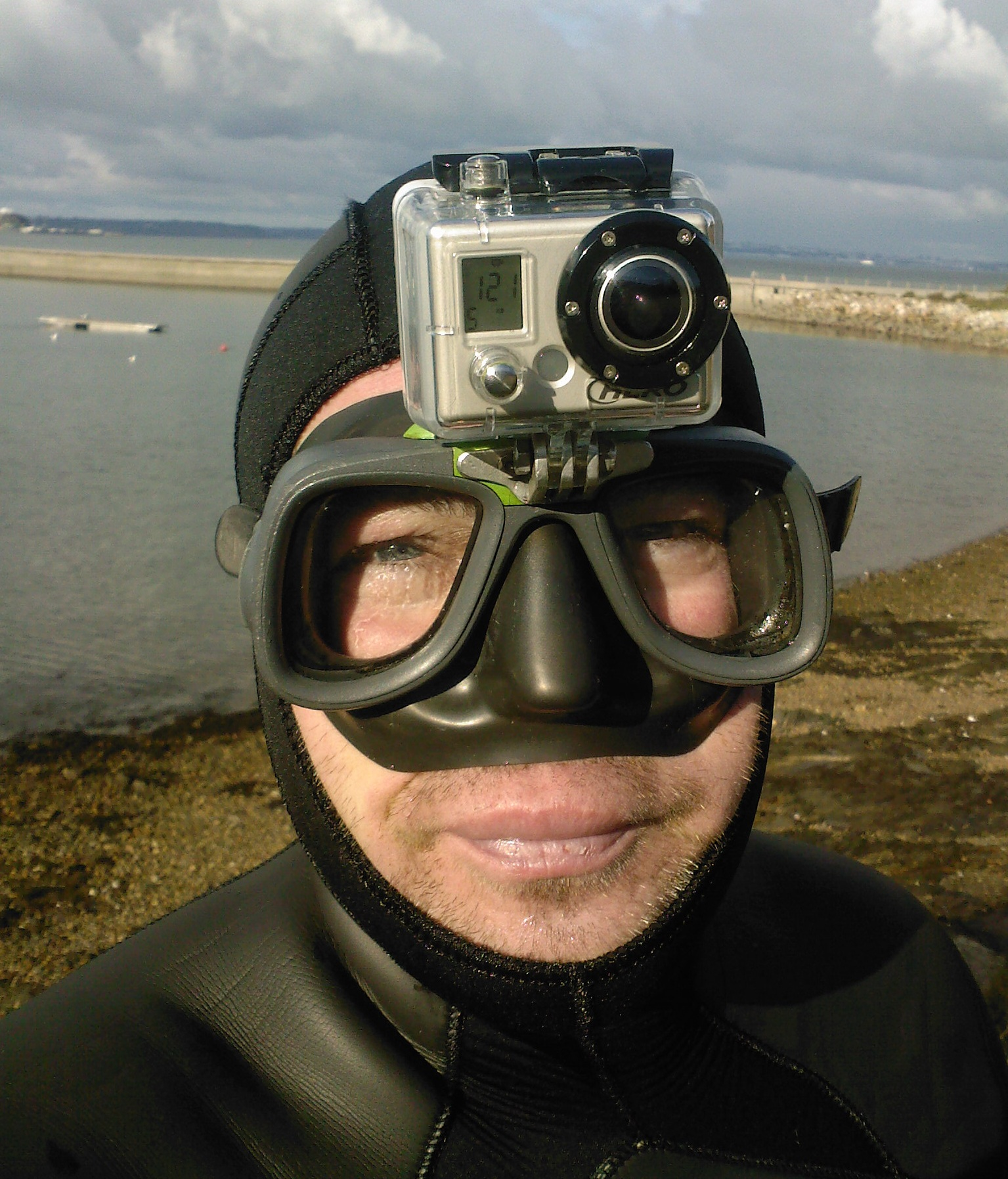
Action-Camcorder mit Unterwassergehäuse an einer Tauchmaske

- Action-Camcorder sind klein und mobil einsetzbar. Sie können leicht und sicher an verschiedenen Gegenständen befestigt werden.

- Anschlüsse: Zahlreiche Anschlüsse können vorhanden sein, beispielsweise:
  - Mikrofonbuchsen als XLR, 3,5 mm oder 6,3 mm Klinkenbuchse
  - DV bzw. FireWire-Ausgang oder USB zur Übertragung an einen Computer oder Synchronisierung mehrerer Camcorder
  - Zubehörschuh für Mikrofone, Lampen, oder sonstigem Zubehör, teils mit integrierter Stromversorgung
  - Control-L (LANC) -Eingang zur Fernsteuerung und für Timecodeerzeugung
  - Stromeingang zum Betreiben der Kamera am Stromnetz
  - Infraroteingang für Fernbedienung
  - Videoausgänge, z. B. RCA-Buchsen (FBAS und Component), BNC (FBAS), S-Video, SDI-Buchsen, HDMI

## Qualitätskriterien
Eine Reihe von Merkmalen bestimmen die Qualität und den Einsatzzweck eines Camcorders:
- (auswechselbares) Objektiv, Filtergewinde
- Einfacher Zugriff auf Akku- und Speicherkarten-Fächer für „Hot Swapping“, d. h. schnelles Wechseln, um Betriebsunterbrechung im Erschöpfungsfall zu minimieren.
- Lichtstärke bei offener Blende (je größer die Lichtstärke des Objektivs und die Empfindlichkeit des Sensors, umso bessere Bilder ergeben sich bei wenig Licht)
- Größe des optischen Zoomfaktors (im Gegensatz zum digitalen Zoom, bei dem die Bildqualität schlechter wird)
- Manuelle Einstellmöglichkeiten, etwa der Belichtung, der elektronischen Signalverstärkung oder der Weißbalance
- Möglichkeit manueller Fokussierung
- Größe des eingesetzten CCD- oder CMOS-Sensors
- Pixelgröße (größere Pixel ergeben im Allgemeinen eine höhere Lichtstärke)
- Bei modernen Camcorder auch Anzahl der Pixel (in der Ära der Bandaufzeichnung kamen Geräte mit mehreren Megapixeln Auflösung auf, diese wurden jedoch nur für die Fotofunktion genutzt)
- Echtes 16:9-Bildformat durch hinreichende Pixelzahl statt Ausschnittsvergrößerung (englisch blow up)
- Anzahl der Bildwandler: Ein-Chip- oder Drei-Chip-Camcorder (letztere haben eine bessere Farberfassung, aber dies kann teils durch höhere Pixelzahl bei Ein-Chip-Geräten ausgeglichen werden)
- Optischer oder elektronischer Bildstabilisator (optischer B. ist zu bevorzugen)
- Bildschirmgröße und -Auflösung
- Qualität des Suchers: Auflösung in Pixeln, Farbe oder Schwarzweiß
- Stabilität, Größe und Gewicht des Gehäuses
- Tonqualität, manuelle Tonaussteuerung, Dynamikkompression
- Mikrofonqualität, Platzierung des integrierten Mikrofons am Gehäuse, Anschlussmöglichkeit externer Mikrofone
- Akkulaufzeit
- Eingebaute Videoleuchte (LED), Infraot-Modus für Nachtaufnahmen oder, sofern gewünscht, eingebauter Blitz für Standbildaufnahmen
- Fotoauflösung und -funktionalität (sofern gewünscht)
- Standbildaufnahme während des Filmens, vorzugsweise größer auflösend als das Video selbst.
- Aufzeichnungsqualität des Mediums oder Formats (MPEG2/4 nachteilig für späteren Videoschnitt)
- Schnittstellen (i.Link Firewire/IEEE-1394, USB, S-Video Aus-/Eingang, AV Aus-/Eingang, DV Aus-/Eingang)
- Zubehörschuh und ggfs. dessen Funktionalität (Kontakte für Mikrofone/Leuchten)
- Einschaltzeit
- Bildrate (zumeist 25 oder 50 Bilder pro Sekunde)
- Interlaced- oder Progressive-Aufzeichnung

Daneben spielt die Ergonomie eine wichtige Rolle. So kann ein Einstellen der Schärfe über Tasten anstatt über einen Ring am Objektiv die Freude am Filmen leicht verderben. Auch verbergen sich wichtige Einstellungen teils in den Untiefen der Menüs. Ein Touchscreen kann hier zur Navigation vorteilhaft sein, birgt in der Praxis jedoch den Nachteil von Fingerabdrücken auf dem Display, das auch zur Bildgestaltung genutzt wird. Grundsätzlich sind Funktionen, die über Tasten geschaltet werden, solchen über Menüpunkte ergonomisch vorzuziehen.
Im nichtprofessionellen Bereich ist zu beobachten, dass zunehmend Modelle ohne Sucher produziert werden. Dies macht die Geräte preisgünstiger, zumal viele Benutzer ihren Camcorder mit dem seitlich ausklappbaren Monitor benutzen. Ein Sucher hat jedoch den Vorteil, dass man die Kamera am Kopf abstützen kann, was ihre Lage deutlich stabilisiert und das Verwackeln reduziert. Zudem ist bei heller Umgebung oder Gegenlicht eine bessere Bildbeurteilung als auf einem Display möglich.